# Jin Jianwendi
Jin Jianwendi (320-372), zijn persoonlijke naam was Sima Yu, was voor een korte periode keizer van de Oostelijke Jin-dynastie in het jaar 372. Hij was een belangrijk figuur voor de voortzetting van de Sima-dynastie.

## Biografie
Jin Jianwendi was de jongste zoon van keizer Jin Yuandi en broer van keizer Jin Mingdi. Hij was een schaduwfiguur vanaf de regering van zijn neef Jin Chengdi (325-342) tot de afzetting van diens zoon Jin Feidi in 372.
Vanaf 347 kwam de werkelijke macht in handen van generaal Huan Wen. Het is ook Huan Wen die keizer Jin Feidi van de troon stootte en Jin Jianwendi erop plaatste. Kort na zijn aanstelling werd hij ziek en stierf. Zijn tienjarige zoon Jin Xiaowudi volgde hem op.